# ATP de Amersfoort
O Dutch Open Tennis Amersfoort (ou Dutch Open) foi um torneio masculino de ténis, parte do ATP International Series. Originalmente parte do Grand Prix de Ténis, foi realizado em Amersfoort, nos Países Baixos, até 2008. Sucedeu os torneios de Amsterdã (até 2001) e Hilversum (até 1994).
Em 2008, os organizadores do torneio venderam os direitos de organização para a família do tenista sérvio Novak Đoković, e o torneio foi movido para Belgrado.

## Finais

### Simples
| Ano  | Campeão            | Vice-campeão      | Resultado      |
| ---- | ------------------ | ----------------- | -------------- |
| 2008 | Albert Montañés    | Steve Darcis      | 1–6, 7–5, 6–3  |
| 2007 | Steve Darcis       | Werner Eschauer   | 6–1, 7–61      |
| 2006 | Novak Djokovic     | Nicolás Massú     | 7–65, 6–4      |
| 2005 | Fernando González  | Agustín Calleri   | 7–5, 6–3       |
| 2004 | Martin Verkerk     | Fernando González | 7–65, 4–6, 6–4 |
| 2003 | Nicolás Massú      | Raemon Sluiter    | 6–4, 7–63, 6–2 |
| 2002 | Juan Ignacio Chela | Albert Costa      | 6–1, 7–64      |

### Duplas
| Ano  | Campeões                               | Vice-campeões                    | Resultado     |
| ---- | -------------------------------------- | -------------------------------- | ------------- |
| 2008 | Rogier Wassen František Čermák         | Jesse Huta Galung Igor Sijsling  | 7–5, 7–5      |
| 2007 | Juan-Pablo Brzezicki Juan-Pablo Guzman | Robin Haase Rogier Wassen        | 6–2, 6–0      |
| 2006 | Alberto Martin Fernando Vicente        | Lucas Arnold Ker Christopher Kas | 6–4, 6–3      |
| 2005 | Martin Garcia Luis Horna               | Fernando González Nicolás Massú  | 6–4, 6–4      |
| 2004 | Jaroslav Levinsky David Skoch          | José Acasuso Luis Horna          | 6–0, 2–6, 7–5 |
| 2003 | Devin Bowen Ashley Fisher              | Chris Haggard André Sá           | 6–0, 6–4      |
| 2002 | Jeff Coetzee Chris Haggard             | André Sá Alexandre Simoni        | 7–6, 6–3      |